# Ilhas Wiese
As Ilhas Wiese são um grupo de pequenas ilhas desabitadas no continente antártico, situadas a 2,5 milhas náuticas (4,6 km) ao sul das Ilhas Karelin, ao lado leste da Ilha Renaud nas Ilhas Biscoe.

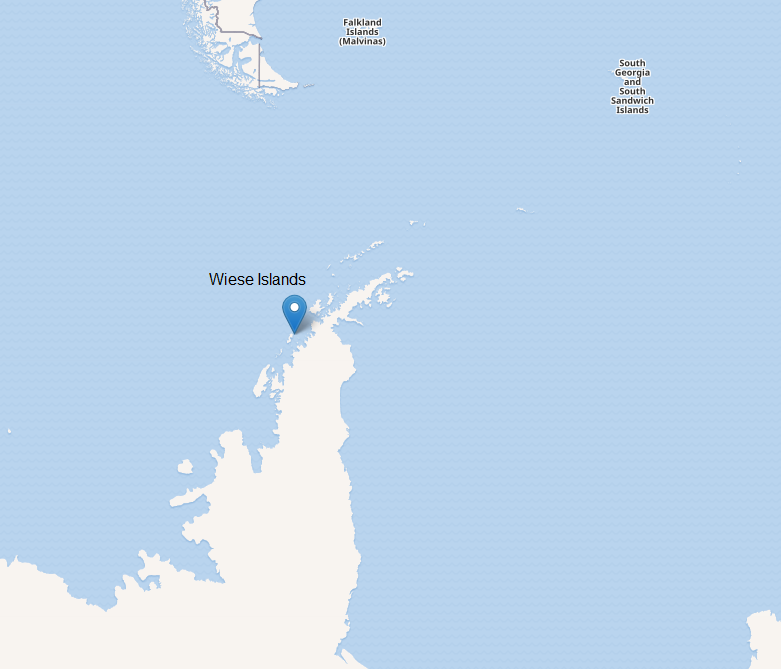
As ilhas Wiese na costa da Antártida